# Louis L'Amour
Louis L'Amour, seudónimo de Louis Dearborn LaMoore (Jamestown, Dakota del Norte, 22 de marzo de 1908-Los Ángeles, California, 10 de junio de 1988) fue un escritor estadounidense de ficción, principalmente novelas del Oeste.

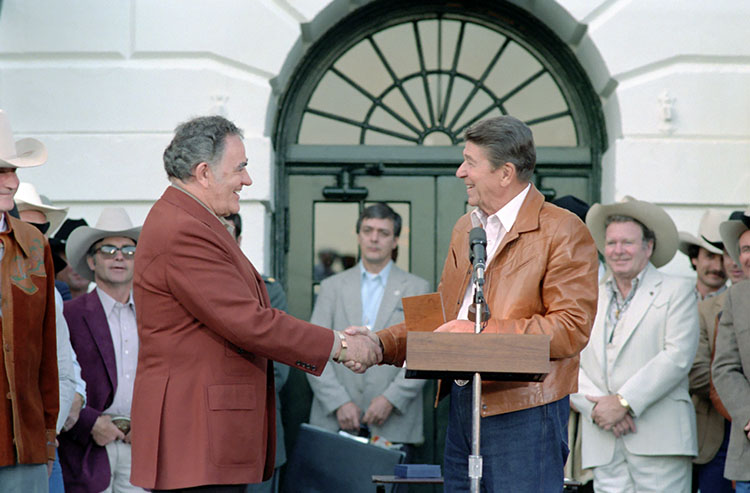
Louis L’Amour y Ronald Reagan (1983)

De ascendencia franco-irlandesa, Louis L'Amour vivió en la frontera canadiense de su país y a edad muy temprana, quince años, dejó a su familia para ganarse la vida. Lector voraz y bibliófilo, escribió desde muy joven relatos de aventuras que publicaba en revistas y se hallaban rigurosamente documentados históricamente. Su primera novela, Hondo, es de 1953. Desde entonces escribió más de 85 novelas, la mitad adaptadas al cine o la televisión. Escribió cuatro novelas del personaje Hopalong Cassidy, The Rustlers of West Fork, Trail to Seven Pines, Riders of High Rock y Trouble Shooter, todas bajo el seudónimo de Tex Burns, si bien negó haber escrito este material durante casi treinta y ocho años. Su obra ha sido traducida a más de doce idiomas, y es uno de los autores más vendidos entre los escritores de novelas de aventuras y del Oeste. En 1983 recibió la Medalla de Oro Nacional Especial del Congreso de los Estados Unidos y en 1984 la Medalla de la Libertad.